# Bartolomé Carranza
Bartolomé Carranza (Miranda de Arga, 1503- Rome, au couvent de la Basilique de la Minerve, 2 mai 1576) est un prêtre dominicain espagnol, théologien et archevêque de Tolède.

## Biographie
Il fait des études à l'Université d'Alcalá de Henares (1515-1520).
Professeur de théologie à Valladolid (1527), il est dénoncé à l'Inquisition dès 1530 pour son travail sur Érasme, sans aboutissement. Devenu professeur de philosophie (1530-1539), il visite Rome en 1539 comme maître de théologie du Studium generale à la Basilique de la Minerve.
Ayant la confiance de Paul III, il sert l'Inquisition comme censeur du texte biblique et, en 1546, il est envoyé par Charles Quint au concile de Trente. Puis, en 1554, il accompagne son élève Philippe d'Autriche en Angleterre où celui-ci devait épouser Marie Tudor dont il devient confesseur.
Nommé archevêque de Tolède en 1557, il assiste Charles Quint lors de sa dernière maladie et lui donne l'extrême-onction.
Un catéchisme qu'il avait composé étant incriminé de nouveau par l'Inquisition (1558), mis à l'Index, il est emprisonné dix ans au château Saint-Ange, à Rome. Aucune preuve n'étant trouvé de son hérésie, il est malgré tout forcé à abjurer et meurt sept jours après au couvent de la Basilique de la Minerve où il est inhumé.

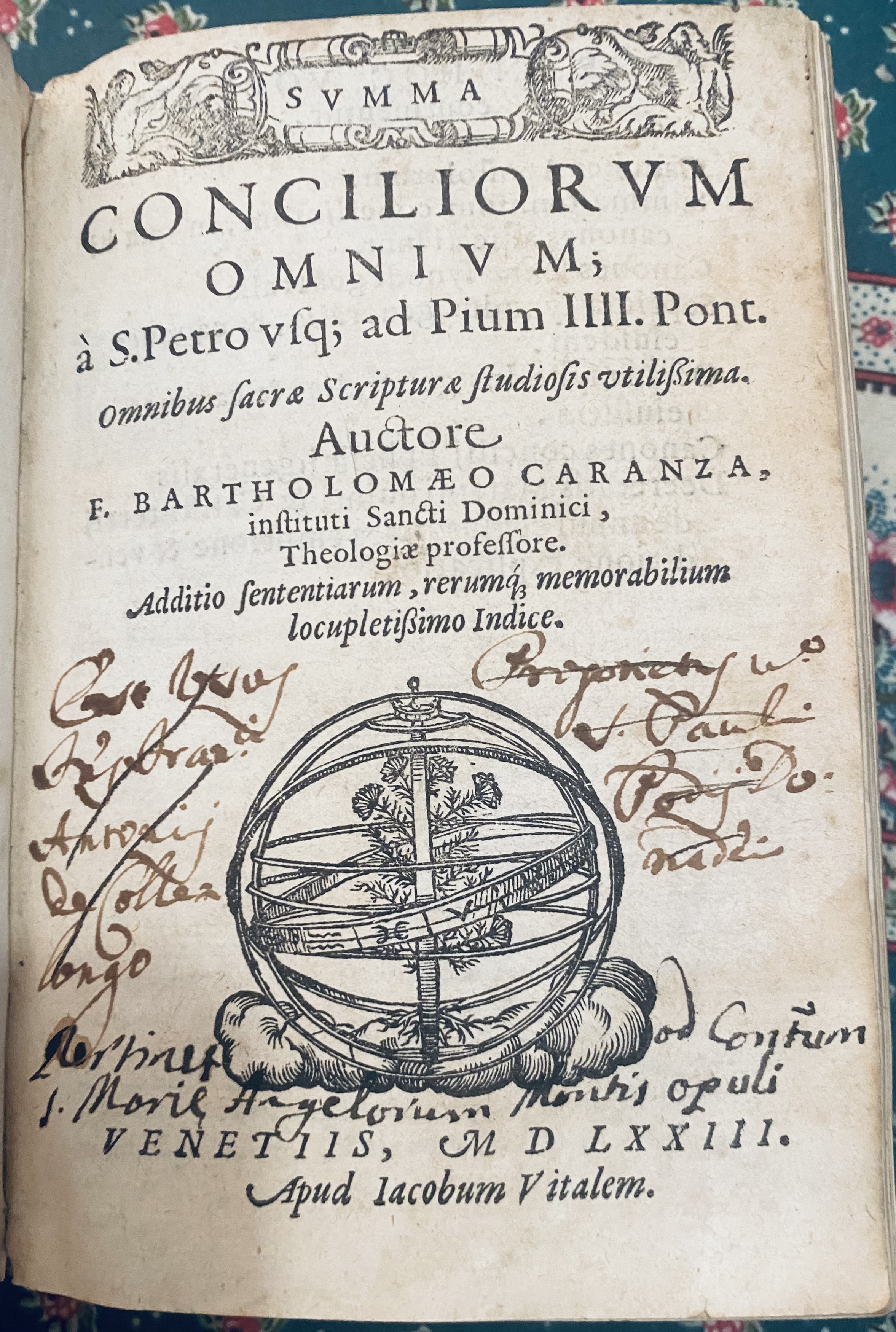
Oeuvre de Bartholomeo CARANZA

## Œuvres
- Summa conciliorum, 1546
- De necessaria residentia personali, 1547
- Comentarios sobre el Catechismo, 1558